# Luna di miele (programma televisivo)
Luna di miele è stato un programma televisivo italiano andato in onda su Rai 1 dal 1992 al 1993. La trasmissione, ispirata al format della TV olandese Honeymoon Quiz, era condotta da Gabriella Carlucci, e vedeva in ogni puntata tre coppie di giovani sposi sottoporsi a varie prove di cultura e abilità.

## Prima edizione
La prima edizione della trasmissione, coprodotta dalla Rai con la Canard Advertising, venne trasmessa dagli studi di Cinecittà per 10 settimane al giovedì sera, dal 9 aprile al 13 giugno 1992. La conduttrice era Gabriella Carlucci, affiancata dal duo comico Gigi e Andrea. Nello spazio dedicato alle candid camera fece poi il suo esordio una giovanissima ed ancora sconosciuta Valeria Marini. La trasmissione - scritta da Alfredo Cerruti, Ugo Porcelli, Arnaldo Santoro, Carla Vistarini e Fosco Gasperi - era arricchita dalle musiche del maestro Toto Savio, dai costumi di Daniela Rossi e dalla scenografia a firma di Alida Cappellini e Giovanni Licheri.
L'edizione, che nella serata del giovedì si scontrava con il quiz TeleMike e con il talk show Samarcanda, venne seguita in media da 4.973.000 telespettatori, con uno share pari al 19.96%.

## Seconda edizione
La seconda edizione, promossa dal giovedì al sabato sera, è andata in onda per 10 settimane dal 17 aprile al 26 giugno 1993. La riconfermata Gabriella Carlucci viene affiancata dal comico Gianfranco D'Angelo. Il programma, trasmesso dal Teatro delle Vittorie in Roma, è firmato da Alfredo Cerruti, Ugo Porcelli, Arnaldo Santoro, Carla Vistarini, ed anche questa volta è diretto da Lella Artesi. Le musiche sono del Maestro Toto Savio, che dirige anche l'orchestra di 15 elementi presente in studio. La scenografia, a firma della coppia Alida Cappellini e Giovanni Licheri, è composta da un palazzo di quattro piani e venti stanze collegate fra loro da scale, da una torta che si spacca in due e fa apparire una piscina di dieci metri di diametro, da gondole, catapulte, zattere, e numerose costruzioni teatrali di grande effetto. In ogni puntata sono presenti oltre dieci giochi, che le tre coppie di sposi in gara dovranno cercare di superare per accedere alla manche finale. Tra i giochi più divertenti: lo Scopri VIP, dove bisogna indovinare di quale personaggio famoso è sposo, o sposa, l'ospite presente in studio; il gioco dello sponsor Algida, nel corso del quale le tre spose dovranno cercare di raccogliere, restando in equilibrio su un'asta, delle palline di gelato giganti servendosi di un cucchiaio lungo tre metri; il gioco del Palamiele, un labirinto nel quale gli sposi dovranno trovare le rispettive spose; il Canta tu, una sorta di karaoke; e infine, il gioco della Piscina. Durante l'intera trasmissione gli sposi potranno essere aiutati da cinque parenti. Al termine di ogni puntata va in onda il consueto appuntamento con Invito a Luna di Miele, un mini programma abbinato al Tv-Radiocorriere, rivolto a coppie di sposi che convivono da almeno 25 anni.